# IFA P2M
Der IFA P2M ist ein geländegängiges Kraftfahrzeug (Geländewagen), das in der DDR für den militärischen Einsatz hergestellt wurde.
Bei dem P2M handelt es sich um den Nachfolger des IFA P1, der im Forschungs- und Entwicklungswerk Chemnitz (FEW) entwickelt und bei Sachsenring Zwickau hergestellt worden war.

## Geschichte
Der P2M wurde Anfang der 1950er im Forschungs- und Entwicklungswerk Chemnitz (FEW) entwickelt. Nach der Auflösung des FEW im Jahre 1955 wurde die Motorenentwicklung im KFZ-Werk HORCH Zwickau weitergeführt. Die seit 1990 oft zu findenden falschen Bezeichnungen Sachsenring P2M oder Horch P2M rühren möglicherweise daher, dass der Motor im VEB Sachsenring Automobilwerke Zwickau produziert wurde.
Dieser Sechszylinder-Ottomotor vom Typ OM 6-35, war in den 1950er-Jahren im ehemaligen Auto-Union-Werk Siegmar (früher Wanderer) in Chemnitz in Verantwortung der ehemaligen Wanderer-Motoren-Ingenieure Orth und Träger für die neu zu schaffende Fahrzeugfamilie P2M, P2S und P2L neu entwickelt worden. In ähnlicher Form wurde er als OM 6-42,5 im Sachsenring P 240 eingebaut.
Aufgrund neuer Anforderungen (Schwimmfähigkeit, die in der Variante IFA P2 S umgesetzt wurde) konnte vom Vorgänger nur die Karosserie, und auch die nur teilweise übernommen werden. Außer dem Motor mussten auch Wechsel- und Verteilergetriebe, Achsantriebe, Radaufhängungen und Rahmen neu konstruiert werden. Die Abmessungen entsprachen in der Größenordnung etwa denen des Vorgängers IFA P1. Aber nach Beginn der Fahrversuche brach der Auftraggeber wegen der politischen Unruhen 1953 die Entwicklung ab. Da die Kasernierte Volkspolizei aber ein solches Fahrzeug brauchte, wurde nach Verhandlungen die Entwicklung wieder aufgenommen – die entstandene Verzögerung belastete das Projekt durch den entstandenen Zeitverlust sehr. Weiterhin standen nur eingeschränkte finanzielle Mittel zur Verfügung. Dies beeinträchtigte den Ablauf von Konstruktion und die Erprobungen. Durch die problematische Entwicklung kritischer Fahrwerks- und Motorenbaugruppen konnten die Versuchsfahrzeuge nicht mit geänderten Bauteilen ausgestattet werden.
Das Fahrzeug war im Wesentlichen für den Transport von Personen ausgelegt und die Möglichkeit der Herstellung weiterer Ausbauvarianten war begrenzt. Um dieses Problem zu lösen, begann die Entwicklung eines Ganzmetallpritschenaufbaus.
Nach mindestens 2061 Stück wurde die Fertigung jedoch abgebrochen, um Platz für die Kleinwagenproduktion bei Sachsenring Zwickau zu schaffen. Ende 1964 befanden sich noch 1066 Fahrzeuge bei der Truppe – die Aussonderung hatte bereits begonnen.
Noch 1968 wurden durch die Firma Robert Bär in Rothnaußlitz Karosserien für den P2M hergestellt.

## Technische Daten
Alle Angaben gemäß Original-Betriebsanleitung
| Fahrzeugtyp            | P2M | |
| ---------------------- | --- | --- |
| Bauzeitraum            | 1954 - 1958 | 1954 - 1958 |
| Motor                  | 6-Zylinder-4-Takt-Reihen-Vergaser-Motor OM6-35 (Graugussausführung) mit Trockensumpf-Umlauf-Schmierung, Wasserkühlung | 6-Zylinder-4-Takt-Reihen-Vergaser-Motor OM6-35 (Graugussausführung) mit Trockensumpf-Umlauf-Schmierung, Wasserkühlung |
| Hubraum                | 2407 cm³ | 2407 cm³ |
| Bohrung × Hub          | 78 mm × 84 mm | 78 mm × 84 mm |
| Vergaser               | 1 Flachstrom Geländevergaser BVF - HG 361-1 | 1 Flachstrom Geländevergaser BVF - HG 361-1 |
| Verdichtung            | 7,1 : 1 | 7,1 : 1 |
| Nennleistung           | 65 PS (47,8 kW) bei 3500/min | 65 PS (47,8 kW) bei 3500/min |
| Drehmoment             | 15,5 kpm (152 Nm) bei 1250/min | 15,5 kpm (152 Nm) bei 1250/min |
| Antrieb                | Zweischeiben-Trockenkupplung; Hinterradantrieb mit zuschaltbarer Vorderachse; Viergang-Schaltgetriebe (I:3,84; II:2,15; III:1,25; IV:0,702; R:4,05; alle Gänge nichtsynchronisiert), mit Wechselgetriebe verblockt Verteiler- und Vorgelegegetriebe, Vorgelege als nicht synchronisiertes Zweiganggetriebe (Straße: 1,02; Gelände: 1,35) mit zuschaltbarem Vorderachsantrieb (I: nur Hinterachsantrieb solo, II: Allradantrieb mit Zwischenachsausgleich, III: Allradantrieb mit gesperrtem Zwischanachsausgleich); Drehmomentenverteilung durch Stirnrad-Planeten-Getriebe (Momentenverteilung ohne Sperre 36 % VA, 64 % HA), Achsantriebe v/h mit Gleason-Verzahnung (4,83); Hinterachse mit selbstsperrendem Schneckenrad-Differential-Getriebe; Vorderachse mit nicht sperrbarem Kegelrad-Ausgleichs-Getriebe; Radvorgelege als Stirnrad-Vorgelege am Rad angeordnet (1,437); Fahrzeug-Gesamtübersetzung in I/Gelände: 36,10 | Zweischeiben-Trockenkupplung; Hinterradantrieb mit zuschaltbarer Vorderachse; Viergang-Schaltgetriebe (I:3,84; II:2,15; III:1,25; IV:0,702; R:4,05; alle Gänge nichtsynchronisiert), mit Wechselgetriebe verblockt Verteiler- und Vorgelegegetriebe, Vorgelege als nicht synchronisiertes Zweiganggetriebe (Straße: 1,02; Gelände: 1,35) mit zuschaltbarem Vorderachsantrieb (I: nur Hinterachsantrieb solo, II: Allradantrieb mit Zwischenachsausgleich, III: Allradantrieb mit gesperrtem Zwischanachsausgleich); Drehmomentenverteilung durch Stirnrad-Planeten-Getriebe (Momentenverteilung ohne Sperre 36 % VA, 64 % HA), Achsantriebe v/h mit Gleason-Verzahnung (4,83); Hinterachse mit selbstsperrendem Schneckenrad-Differential-Getriebe; Vorderachse mit nicht sperrbarem Kegelrad-Ausgleichs-Getriebe; Radvorgelege als Stirnrad-Vorgelege am Rad angeordnet (1,437); Fahrzeug-Gesamtübersetzung in I/Gelände: 36,10 |
| Karosserie             | Karosserie in Holz-Metall-Mischbauweise mit 4 seitlichen Türen auf Rahmen mit 2 Längs- und 5 Querträgern, sowie 2 Diagonalkreuzen; Frontscheibe abklappbar; abnehmbare Plane und Steckfenster | Karosserie in Holz-Metall-Mischbauweise mit 4 seitlichen Türen auf Rahmen mit 2 Längs- und 5 Querträgern, sowie 2 Diagonalkreuzen; Frontscheibe abklappbar; abnehmbare Plane und Steckfenster |
| Fahrwerk               | Vorderradaufhängung: Einzelradaufhängung mit oberem und unterem Schwingarm, längs angeordnet; je Fahrzeugseite ein querliegender Drehstab, beide übereinander angeordnet; Hinterradaufhängung: Einzelradaufhängung mit je einem Schwingarm, längs angeordnet; Momentenabstützung mit obenliegenden Stützschwingen; je Fahrzeugseite ein querliegender Drehstab, beide hintereinander angeordnet; hydraulische Teleskopstoßdämpfer | Vorderradaufhängung: Einzelradaufhängung mit oberem und unterem Schwingarm, längs angeordnet; je Fahrzeugseite ein querliegender Drehstab, beide übereinander angeordnet; Hinterradaufhängung: Einzelradaufhängung mit je einem Schwingarm, längs angeordnet; Momentenabstützung mit obenliegenden Stützschwingen; je Fahrzeugseite ein querliegender Drehstab, beide hintereinander angeordnet; hydraulische Teleskopstoßdämpfer |
| Lenkung                | Schnecke mit Rollfinger | Schnecke mit Rollfinger |
| Bremsen                | Simplex-Trommel-Bremse, hydraulisch betätigt, Einkreis | Simplex-Trommel-Bremse, hydraulisch betätigt, Einkreis |
| Bereifung              | 6.50 -16 Extra Gelände; 4.5 E-16 (DIN 7818) | 6.50 -16 Extra Gelände; 4.5 E-16 (DIN 7818) |
| Radstand               | rechts: 2215 mm; links: 2285 mm | rechts: 2215 mm; links: 2285 mm |
| Maße L × B × H         | 3755 mm × 1680 mm × 1835 mm | 3755 mm × 1680 mm × 1835 mm |
| Leergewicht (betankt): | 1770 kg | 1770 kg |
| Zuladung               | 400 kg | 400 kg |
| Höchstgeschwindigkeit  | 95 km/h | 95 km/h |
| Kraftstofftank         | 2 KS-Behälter 70l und 30l | 2 KS-Behälter 70l und 30l |
| Stückzahl              | ca. 2061 | ca. 2061 |

## Produktionszahlen P2 M
Gesamtproduktion 2061 Fahrzeuge plus 5 Prototypen von 1954 bis 1958
| Jahr | 1954           | 1955 | 1956 | 1957 | 1958 | Summe |
| ---- | -------------- | ---- | ---- | ---- | ---- | ----- |
|      | 5 (Prototypen) | 12   | 817  | 851  | 381  | 2.066 |

## Einsatz
Der Geländewagen P2M war überwiegend für den militärischen und polizeilichen Einsatz bestimmt, fand aber auch bei der als Teil der Deutschen Volkspolizei zu den bewaffneten Organen der DDR gehörenden Feuerwehr Verwendung. Bei mancher Freiwilligen Feuerwehr auf dem Gebiet der ehemaligen DDR sind Fahrzeuge dieses Typs bis heute im Einsatz.